# Diocèse d'Egnazia Appula
Le diocèse d'Egnazia-Appula est un ancien diocèse de l'Eglise, supprimé au VIe siècle. Il est depuis juin 2004, un siège titulaire de l'Église catholique

## Évêques

### Évêques d'Egnazia Appula
- Rufenzio (... 501-504 ...)
- Basilio (... 649 ...)
- Eucherio (701 - ...)
- Selperio (... 720 ...)

### Archevêque titulaire d'Egnazia Appula
- Nicolas Girasoli depuis le 24 janvier 2006